# Etienne Schneider
Etienne Schneider (Dudelange, 29 de gener de 1971) és un economista i polític luxemburguès, membre del Partit Socialista dels Treballadors (LSAP).

## Carrera política
Va ser regidor de l'Ajuntament de Kayl de 1995 a 2005, quan va ser elegit primer regidor del municipi en un mandat que va ocupar fins al 2010. De 1997 a 2004, va ser secretari general del grup parlamentari del LSAP a la  Cambra de Diputats. Va ser nomenat ministre d'Economia i Comerç Exterior l'1 de febrer de 2012. Al govern format després de les eleccions legislatives luxemburgueses de 2013 va continuar com a Ministre d'economia i va ser nomenat com a vice-primer ministre.